# Бејзбол стадион Бето Авила
Бејзбол стадион Бето Авила (шп. Estadio de Béisbol Beto Ávila) се налази у Канкуну, Мексико. Стадион се рвенствено користи за бејзбол, и домаћи је терен бејзбол тима Кинтана Ро Тигрес, Мексичке бејзбол лиге. Има капацитет од 10.000 људи. Име је названо у част Бето Авилија, бившег мексичког бејзболиграча у главној мексичкој лиги (познатог као Боби Авила у САД) који се највише памти по годинама играња за Кливленд Индијансе (1949–58) где је освојио титулу у Америчкој лиги 1954. године личним са просеком од .341, и где је изабран у Ол Стар тим 1952, '54, и '55. Након што је 1959. провео време са Балтимор Ориолесима, Бостон Ред Соксом и Милвоки Брејвсом, његова последња година активног играња (1960.) била је за тим Тигрес дел Мексико.
Осамдесетих година 20. века парк, првобитно капацитета 4.500, био је дом бејзбол тима Марлинс де Канкун.  Постао је ЛМБ парк 1996. године када су Лангостерос де Кинтана Ро (Квинтана Ро јастози) промовисани у ту лигу. Парк је проширен на 7.000 места. Међутим, након што су Лобстермени напустили Канкун, стадион је тешко оштећен од урагана Вилма у октобру 2005. године. Године 2006. предузете су реновације како би се обновио и проширио стадион и привукао ЛМБ тим назад у Канкун. После реновирања који је коштао 28 милиона пезоса, Тигрес је 2007. играо сезону са Бето Авилом као домаћим тереном.